# ゲッタウェイ
『ゲッタウェイ』（The Getaway）は、1972年のアメリカの強盗映画。原作はジム・トンプスンが1958年に著した同名の小説。日本公開は1973年。スティーブ・マックイーン主演のアクション映画である。

## 物語
刑務所に服役中のドク・マッコイ（スティーブ・マックイーン）は、申請していた仮釈放が認められず、やむなく政治力のある大物ベイノン（ベン・ジョンソン）の手を借りて裏工作で釈放された。見返りとして、ドクに銀行強盗を命じるベイノン。
妻で犯罪の相棒でもあるキャロル（アリ・マッグロー）や、ベイノンが雇ったルディ（アル・レッティエリ）らと銀行を襲い、50万ドルを強奪するドク。金の独り占めを目論むルディが一味の皆殺しを図ったが、返り討ちにしたドクは、キャロルと共にベイノンの待つ別荘に向かった。
ベイノンが銀行強盗を計画した理由は、銀行の理事である弟が使い込んだ25万ドルを盗まれた金に紛らせて、罪を隠ぺいするためだった。更にドクの口を封じようと、事前にキャロルを抱き込んでいるベイノン。だが、キャロルはドクではなくベイノンを撃ち殺し、ドクと共に金を持って逃走した。
メキシコに逃れる為に、国境の町エルパソに向かうドクたち。一命を取り留めたルディと、手下を従えたベイノンの弟も、それぞれがドクを追い、車でエルパソに向け出発した。列車を利用しようと駅に向かうドクとキャロル。だが、置き引きの男に金の入ったバッグを盗まれ、取り返している間にエルパソ行きの直通列車を逃してしまった。
短距離を列車移動し、車を買ってエルパソを目指そうとするドクたち。しかし、置き引きの騒ぎで大金と顔を見られたドクは銀行強盗と特定され、顔写真がテレビや新聞で報道されて、市民たちの注目を浴びる身となっていた。
目撃者たちに通報されながらも、エルパソにある「犯罪者たちの常宿」に辿り着くドクとキャロル。だが、ルディやベイノンの弟たちも宿に到着した。銃撃戦でルディらを倒し、町の修理屋のトラックで逃走するドクとキャロル。気のいい修理屋の親父の協力で国境を超えたドクたちは、大金でオンボロ・トラックを譲り受け、メキシコの大地へと走り去った。

## キャスト
| 役名                             | 俳優                     | 日本語吹替                                               | 日本語吹替                                                                   | 日本語吹替 |
| 役名                             | 俳優                     | フジテレビ版                                             | テレビ朝日旧版                                                               | テレビ朝日新版 （追加録音部分） |
| -------------------------------- | ------------------------ | -------------------------------------------------------- | ---------------------------------------------------------------------------- | --- |
| カーター・ドク・マッコイ         | スティーブ・マックイーン | 宮部昭夫                                                 | 内海賢二                                                                     | 磯部勉 |
| キャロル・エインズリー・マッコイ | アリ・マッグロー         | 鈴木弘子                                                 | 鈴木弘子                                                                     | 佐々木優子 |
| ジャック・ベイノン               | ベン・ジョンソン         | 森山周一郎                                               | 石田太郎                                                                     | 坂口芳貞 |
| フラン・クリントン               | サリー・ストラザース     | 一谷伸江                                                 | 小宮和枝                                                                     | 一城みゆ希 |
| ルディ・バトラー                 | アル・レッティエリ       | 小林清志                                                 | 小林清志                                                                     | 麦人 |
| カウボーイ                       | スリム・ピケンズ         | 金井大                                                   | 雨森雅司                                                                     | 辻村真人 （中村浩太郎） |
| 置き引き屋                       | リチャード・ブライト     |                                                          | 仲木隆司                                                                     | 田中正彦 |
| ハロルド・クリントン             | ジャック・ダドスン       | 嶋俊介                                                   | [ 5 ]                                                                        | 糸博 |
| フランク・ジャクスン             | ボー・ホプキンス         | 井口成人                                                 | 田中秀幸                                                                     | 小野健一 |
| ラフリン                         | ダブ・テイラー           | 藤本譲                                                   | 槐柳二                                                                       | 緒方賢一 |
| アカウント                       | ジョン・ブライソン       | 大宮悌二                                                 | 渡部猛                                                                       | 島香裕 |
| カリー                           | ロイ・ジェンソン         | 木原正二郎                                               | 平林尚三                                                                     | 幹本雄之 |
| ヘイホー                         | トム・ラニヨン           |                                                          |                                                                              | 牛山茂 |
| 金物店店主                       | A・L・キャンプ           | 宮内幸平                                                 | 槐柳二                                                                       | 緒方賢一 |
| 電器店店主                       | ボブ・ヴィール           | 鎗田順吉                                                 | 郷里大輔                                                                     | 藤城裕士 |
| スポーツ用品店店主               | ブルース・ビソネット     | 上田敏也                                                 | 石田太郎                                                                     | 藤本譲 |
| その他                           |                          | 仲村秀生 大木民夫 平林尚三 阪脩 山田俊司 飯塚昭三 作間功 | 屋良有作 川浪葉子 塚田恵美子 広瀬正志 沢木郁也 岡和男 牧章子 山口健 伊井篤史 | 辻親八 喜田あゆ美 定岡小百合 塚田正昭 小島敏彦 伊井篤史 大橋世津 矢野陽子 田中敦子 追加録音部分 山田浩貴 後藤光祐 竹本和正 下山田綾華 大平香奈 松本健太 |
| 日本語版制作スタッフ             |                          |                                                          |                                                                              | |
| 演出                             |                          | 小林守夫                                                 | 春日正伸                                                                     | 福永莞爾 （尾崎順子） |
| 翻訳                             | 佐藤一公（字幕翻訳）     | 飯嶋永昭                                                 | 進藤光太                                                                     | たかしまちせこ |
| 選曲                             |                          | 赤塚不二夫                                               | 赤塚不二夫                                                                   | |
| 効果                             |                          | PAG                                                      | PAG                                                                          | 南部満治 |
| 調整                             |                          | 平野富夫                                                 | 山田太平                                                                     | 長井利親 |
| プロデューサー                   |                          | 岡原裕泰                                                 | 中島孝三                                                                     | 圓井一夫 |
| 制作                             |                          | 東北新社                                                 | 日米通信社                                                                   | ニュージャパンフィルム （ブロードメディアスタジオ） |
| 解説                             |                          | 高島忠夫                                                 | 淀川長治                                                                     | 淀川長治 |
| 初回放送                         |                          | 1978年4月28日 『ゴールデン洋画劇場』 21:00-23:24         | 1982年10月17日 『日曜洋画劇場』 21:00-22:54                                  | 1994年3月6日 『日曜洋画劇場』 21:02-22:54 ※DVD・BD収録                                                                                                  |
| 正味                             |                          | 約116分                                                  | 約93分                                                                       | （吹替補完版ノーカット放送） |

- テレビ朝日新版は、2014年9月20日WOWOWでノーカット放送された際に吹替音声欠落部分を同一声優と一部代役で追加録音した「吹替補完版」が放送された。
- 2018年6月6日発売の「吹替の力」シリーズ『【初回限定生産】ゲッタウェイ 日本語吹替音声追加収録版 ブルーレイ』には、上記吹替音声を全て収録[6]。フジテレビ版とテレビ朝日旧版は権利元が音源を保管しておらず[7]、フィールドワークスが一般視聴者から音源を募集して復元された[8]。従来ソフト収録されていたテレビ朝日新版は吹替補完版が収録された。

## 製作
本作は当初ピーター・ボグダノビッチ監督、シビル・シェパード主演で進められていた。町山智浩によれば、ボグダノビッチ以前にサミュエル・フラーが監督をする予定であったという。脚本も当初は原作者ジム・トンプスン自身が執筆していたが、マックィーンが脚本の結末を気に入らなかったことからウォルター・ヒルに交代させている。アル・レッティエリが演じたルディ役は、当初はジャック・パランスが予定されていたが、ギャラの問題などで実現しなかった。
劇伴はペキンパー作品の常連ジェリー・フィールディングが担当する予定が、マックィーンの主張でクインシー・ジョーンズのジャズ音楽に差し替えられた。ジョーンズはオリジナルの音楽でゴールデングローブ賞にノミネートされた。
日本で公開されたときは、スペイン版とアメリカ版（アメリカでは州法の規定により違う）でエンディングが若干異なるところがあると言われてきたが、それはトビー門口によるデマだという。

## 人気や後の作品に与えた影響など
この作品に対してペキンパー本人は不満を持っていたとされるが、ペキンパー作品最大のヒット作である。
夫婦を演じたマックイーンとマッグローは、この作品の共演をきっかけに結婚した（のち78年離婚）。
1994年にアレック・ボールドウィン、キム・ベイシンガー主演（当時夫妻、後に離婚）でリメイクされた（ゲッタウェイ (1994年の映画) を参照）。